# Кведа Сорта
Кведа Сорта (груз. ქვედა სორტა) — село в Грузії.
За даними перепису населення 2014 року в селі проживає 253 особи.